# Herenbank

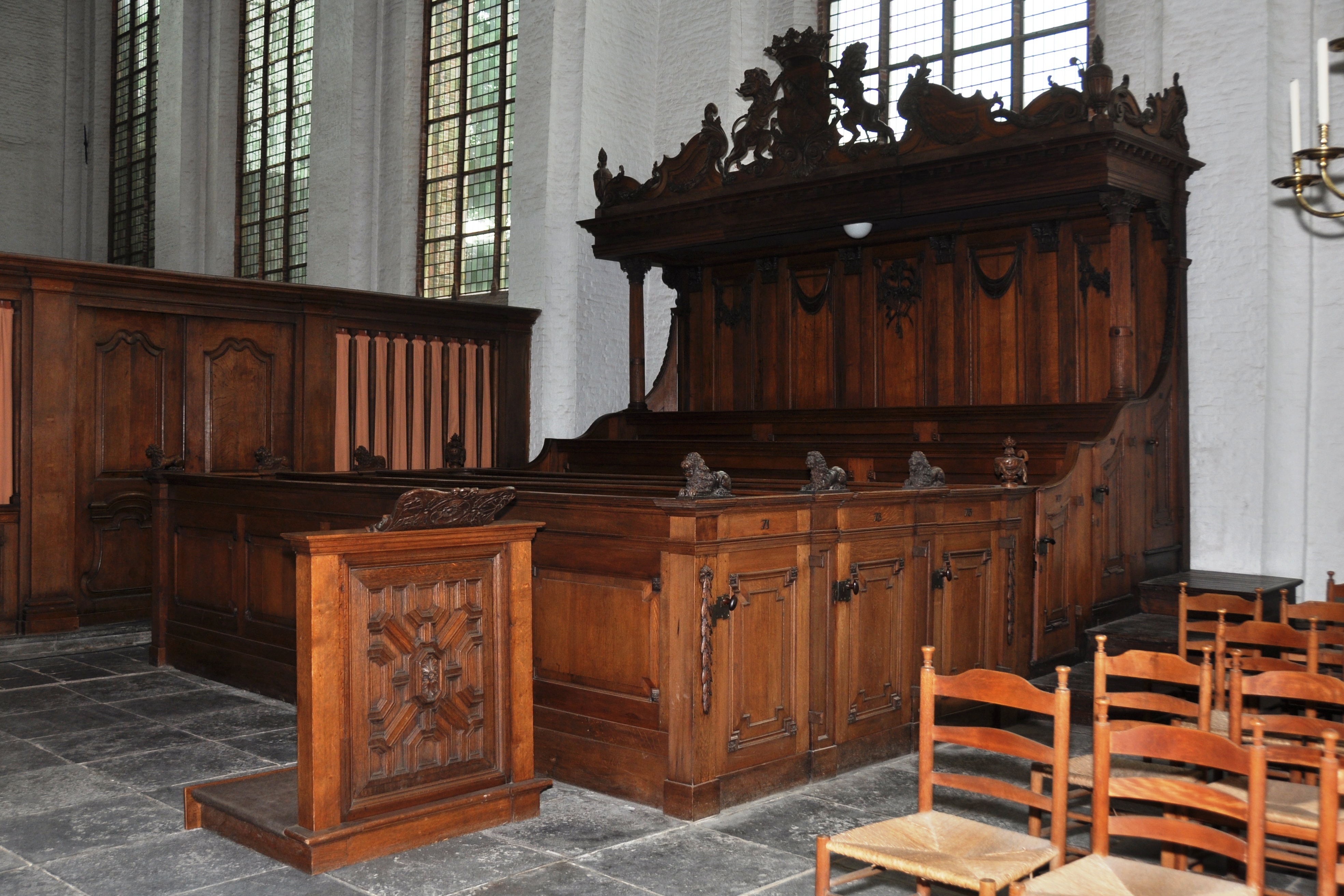
De notabelenbank in de Grote of Sint-Janskerk (1780) in Schiedam

Een herenbank (ook: familiebank) is een veelal eiken gestoelte in een kerk, geplaatst door of ten behoeve van een ambachtsheer.
Vaak bestaat een herenbank uit twee rijen zitplaatsen achter elkaar. De achterste rij kan voorzien zijn van een overkapping. Boven het achterschot of op de overkapping staat meestal een gesneden opzetstuk. Soms staat hierop een familiewapen afgebeeld. De toegangen tot de banken zijn met deurtjes gesloten. Herenbanken zijn oorspronkelijk veelal tegenover de preekstoel of in het priesterkoor van de kerk geplaatst.
In de feodale tijd werd de herenbank gewoonlijk gebruikt door de (ambachts-)heer en zijn familie. Later werd de herenbank ook wel door het kerkbestuur of door andere notabelen gebruikt.
Er bestaat ten aanzien van vele herenbanken nog het recht van kerkgestoelte. Dit is het recht op een vaste zitplaats (doorgaans in de herenbank) in de kerk of het recht om een (heren)bank in het kerkgebouw in eigendom te hebben.